# Монино (аэродром)
Монино — бывший военный аэродром в 2 км юго-западнее станции Монино Московской области. Один из старейших аэродромов СССР.

## История

### Довоенный период
Строительство аэродрома началось в 1928 году. Аэродром изначально предназначался для тяжёлой авиации с возможностью полётов ТБ-3. Строительством аэродрома руководил комбриг К. В. Маслов. Он же одновременно занимался и формированием первой тяжёлой бомбардировочной бригады. Первые самолёты ТБ-3 тяжёлой авиационной бригады сели на аэродром в 1932 году. В честь Маслова в Монино названа улица и установлен бюст.
В 40-е годы XX века в Монино была размещена Военная академия командного и штурманского состава ВВС Красной Армии.

### В период войны
На аэродроме базировалась учебная дивизия академии со своими полками. Во время войны на аэродроме в соответствии с Приказом НКО СССР № 00115 от 3 декабря 1941 года формировалась 3-я авиационная дивизия дальнего действия в составе:
- Управления дивизии;
- 746-го авиационного полка дальнего действия в составе 10 кораблей ТБ-7;
- 747-го авиационного полка дальнего действия составе 10 кораблей ЕР-2;
- 748-го авиационного полка дальнего действия составе 20 кораблей ДБ-3Ф;
- 433-го резервного авиационного полка ТБ-7[1].

За успешные боевые действия 3-я авиационная дивизия дальнего действия 26 марта 1943 года переименована в 1-ю гвардейскую авиационную дивизию дальнего действия. Более 20 воинов дивизии стали Героями Советского Союза.
С 8 октября 1941 года на аэродроме базировался 28-й истребительный авиационный полк ПВО на самолётах МиГ-3, входивший в состав 6-го истребительного авиационного корпуса ПВО, прикрывающего Москву от воздушного нападения противника. В 1942 году полк переучился на новые самолёты Р-39 «Аэрокобра». В мае 1945 года полк перебазировался на аэродром Внуково.
С октября 1941 года на аэродроме базируется 9-й бомбардировочный авиационный полк на самолетах Пе-3, выполнявший задачи прикрытия правительственных трасс и сопровождения правительственных самолетов.
23 декабря 1941 года из Уральского военного округа на аэродром перебазировался 294-й истребительный авиационный полк ПВО на самолётах «Харрикейн», который вошел в состав 6-го истребительного авиационного корпуса ПВО Московской зоны ПВО. 2 января 1942 года полк переименован в 488-й истребительный авиационный полк ПВО. Весной 1943 года полк начал перевооружаться на американские истребители Curtiss P-40 («Киттихаук»). Во второй половине 1944 года полк начал получать и осваивать английские истребители «Спитфайр»-IX. 8 июня 1946 года полк расформирован в составе 318-й истребительной авиационной дивизии ПВО 19-й воздушной истребительной армии ПВО.
31 декабря 1941 года из 17-го запасного истребительного авиационного полка Уральского военного округа прибыл 429-й истребительный авиационный полк ПВО на самолётах «Харрикейн», который вошел в состав 6-го истребительного авиационного корпуса ПВО Московской зоны ПВО. С 13 января полк приступил к боевой работе. С 21 сентября 1942 года полк переформирован и получил самолёты Як-1 и Як-7. Базировался на аэродроме до 8 апреля 1945 года, после чего был отправлен на Дальний Восток в состав 147-й истребительной авиационной дивизии ПВО для войны с Японией.
5 января 1942 года из 17-го запасного истребительного авиационного полка Уральского военного округа прибыл 67-й истребительный авиационный полк на самолётах «Харрикейн», который вошел в состав 6-го истребительного авиационного корпуса ПВО Московской зоны ПВО. С 3 февраля 1942 года полк приступил к боевой работе. Осенью 1944 года полк начал получать и осваивать английские истребители «Спитфайр»-IX. В июне 1946 года полк расформирован в составе 319-й истребительной авиационной дивизии ПВО 19-й воздушной истребительной армии ПВО.
С 5 января 1942 года на аэродроме базируется 488-й истребительный авиационный полк ПВО на самолетах Hawker Hurricane из состава  6-го истребительного авиационного корпуса ПВО Московской зоны ПВО, с июня 1943 года на Curtiss P-40 с задачей прикрывать Москву и военно-промышленные объекты в границах района ответственности Переславль-Залесский — Кимры — Дмитров — Химки — Кунцево — Монино — Воскресенск — Луховицы — Спас-Клепики — Юрьев-Польский.
В период войны на территории Монино базировался авиационный завод № 81, специализировавшийся на ремонте и переделке иностранных самолётов.

### Послевоенный период

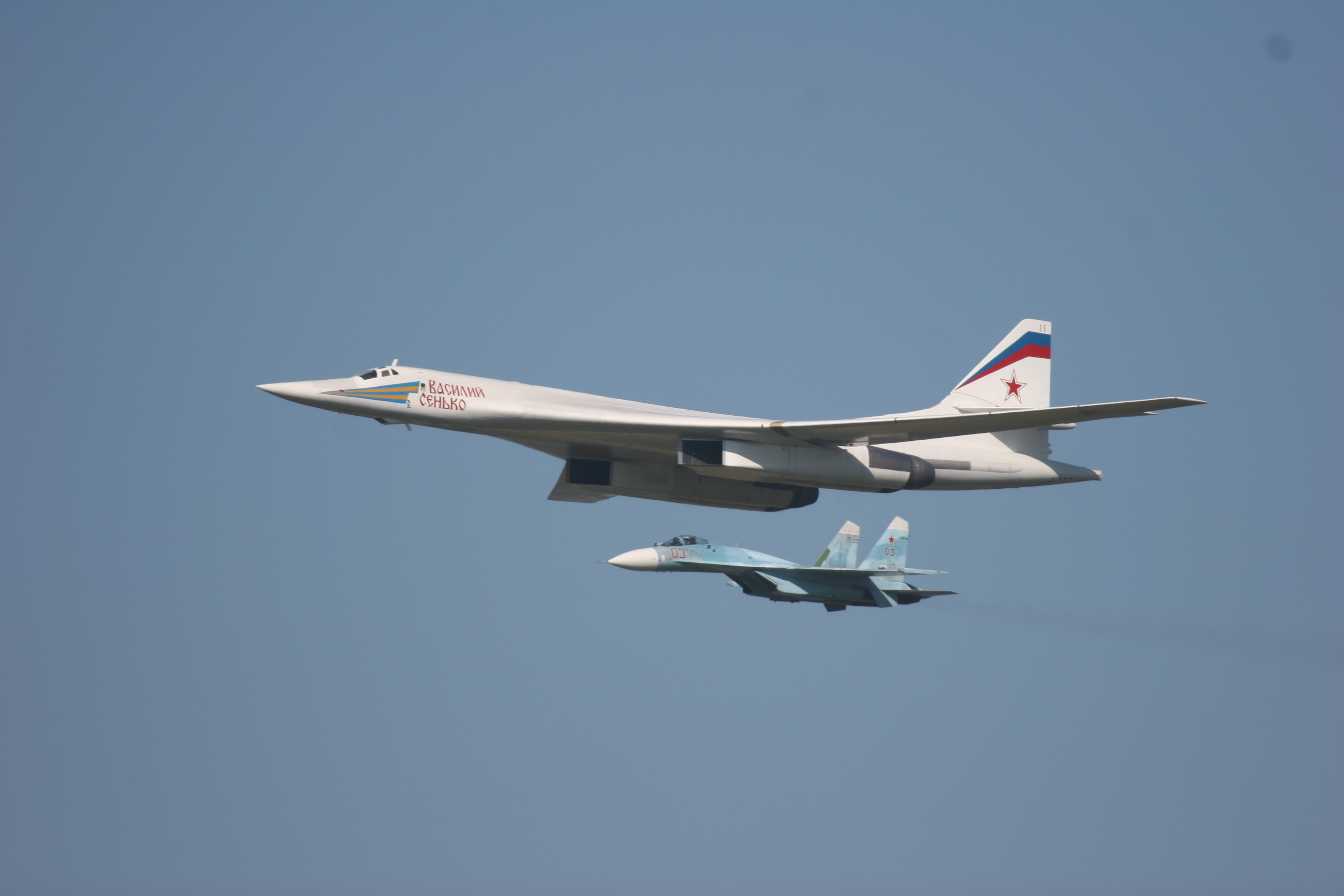
Авиашоу в Монино в 2007 году. Ту-160 в сопровождении Су-27

Для прохождения лётной практики со слушателями 9 апреля 1943 года при академии создали учебный полк. Учебный авиационный полк 8 октября 1946 года преобразовали в смешанную авиационную дивизию, в которую входили истребительный, бомбардировочный, штурмовой авиационные полки и отдельная транспортная эскадрилья. Ввиду отсутствия дальнейших перспектив развития аэродрома (новые типы самолётов не могли использовать короткую ВПП) обучение слушателей на аэродроме было прекращено 4 апреля 1956 года, аэродром закрыли для эксплуатации, а авиационную дивизию расформировали. С помощью первого заместителя главнокомандующего ВВС маршала авиации С. И. Руденко начальником Военно-воздушной академии маршалом авиации С. А. Красовским часть территории аэродрома передана под организацию Музея, который известен сегодня как Центральный музей Военно-воздушных сил РФ. Музей был открыт 23 февраля 1960 года. В нём имелось 586 единиц хранения, из них 14 самолётов.

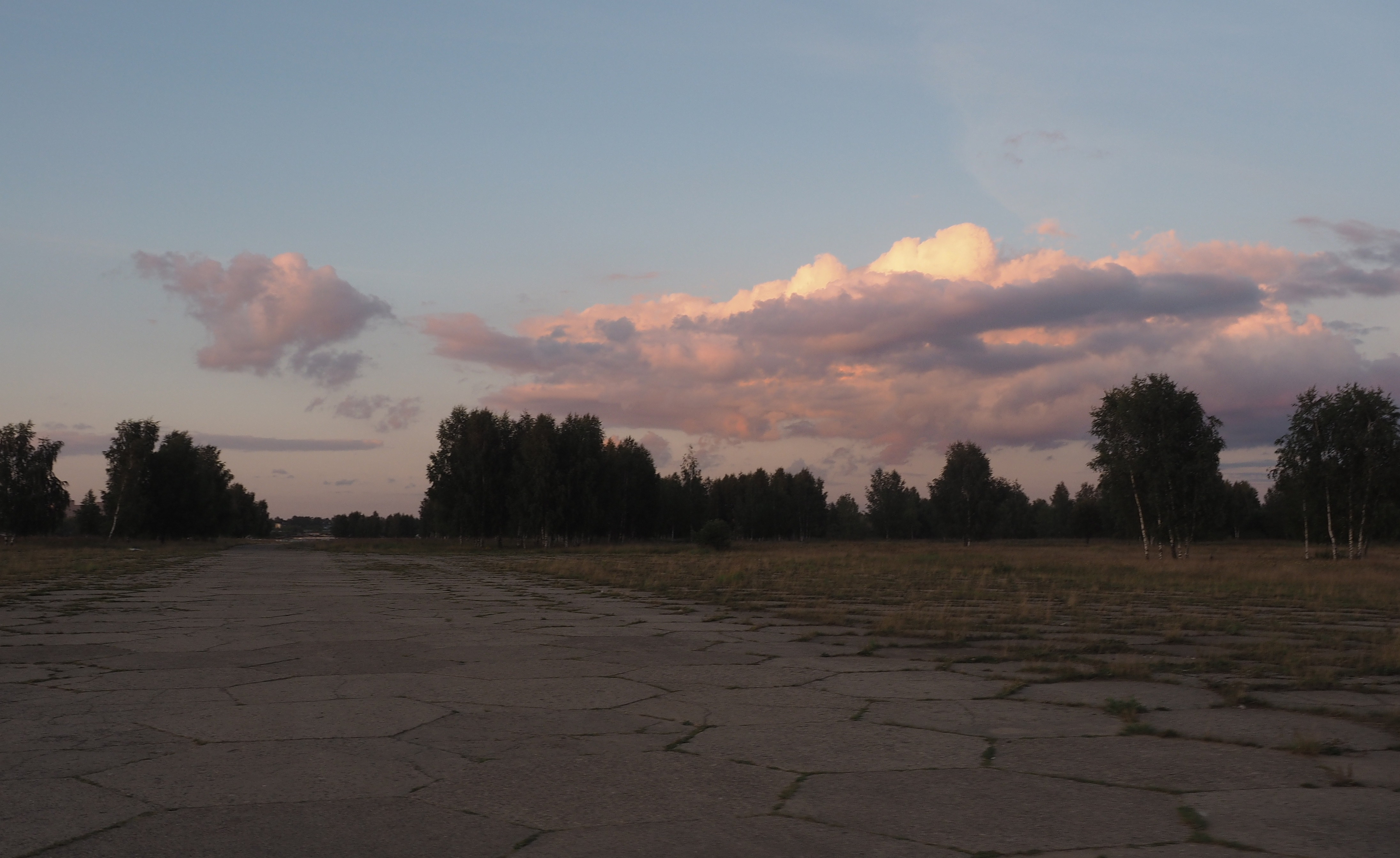
Заброшенная полоса на аэродроме Монино (2020)

Как учебная военно-воздушная база академии аэродром просуществовал до 2000-х годов.
Все летающие экспонаты Центрального музея Военно-воздушных сил РФ производили посадку на аэродроме, далее буксировались в расположение музея. Сам музей непосредственно граничит с аэродромом. Музейный Ту-144 приземлился на аэродром Монино 29 февраля 1980 года, и с тех пор доступен для осмотра экскурсантами.

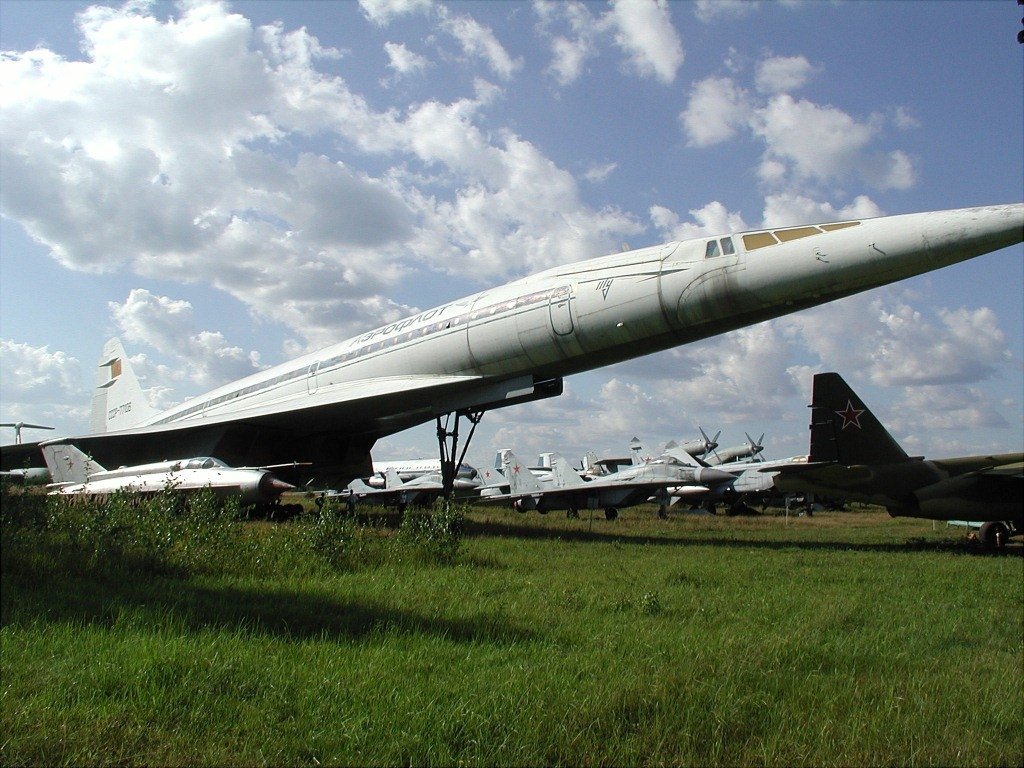
Ту-144 а Музее в Монино. Самолёт приземлился на аэродроме 29 февраля 1980 года

В 2004 году в День Военно-воздушных сил на аэродроме проходило авиационное представление «Летающие легенды». Впервые за всю постсоветскую историю в российском небе над аэродромом Монино появились летающие легенды — самолёты времён Великой Отечественной войны. Американские — бомбардировщик B-25 «Митчелл», палубный истребитель «Троян» Т-28, истребитель «Харвард Супер Сикс», немецкий бомбардировщик «Юнкерс-87», российские — истребитель Як-11 и знаменитый ночной бомбардировщик, он же «кукурузник», он же «небесный тихоход» — По-2, а также другие типы фронтовых самолётов.

## В искусстве
- На аэродроме в 1967 году режиссёром Наумом Бирманом по сценарию Владимира Кунина был снят художественный полнометражный чёрно-белый фильм «Хроника пикирующего бомбардировщика».